# ISDM
O Índice Social de Desenvolvimento dos Municípios,ISDM 
, é um  Indicador criado pela Fundação Getúlio Vargas, FGV  para servir de parâmetro comparativo do Desenvolvimento Social das Cidades Brasileiras, os Municípios do Brasil. 
Pode ser considerado um complemento de outros Índices, como o IDH, Índice de Desenvolvimento Humano, o Atlas do Desenvolvimento Humano do Brasil,o IDHM (Índice do Desenvolvimento Humano dos Municípios) e dos antigos IDE (Índice do Desenvolvimento Econômico)  e IDS (Índice do Desenvolvimento Social).